# Ramification sympodiale

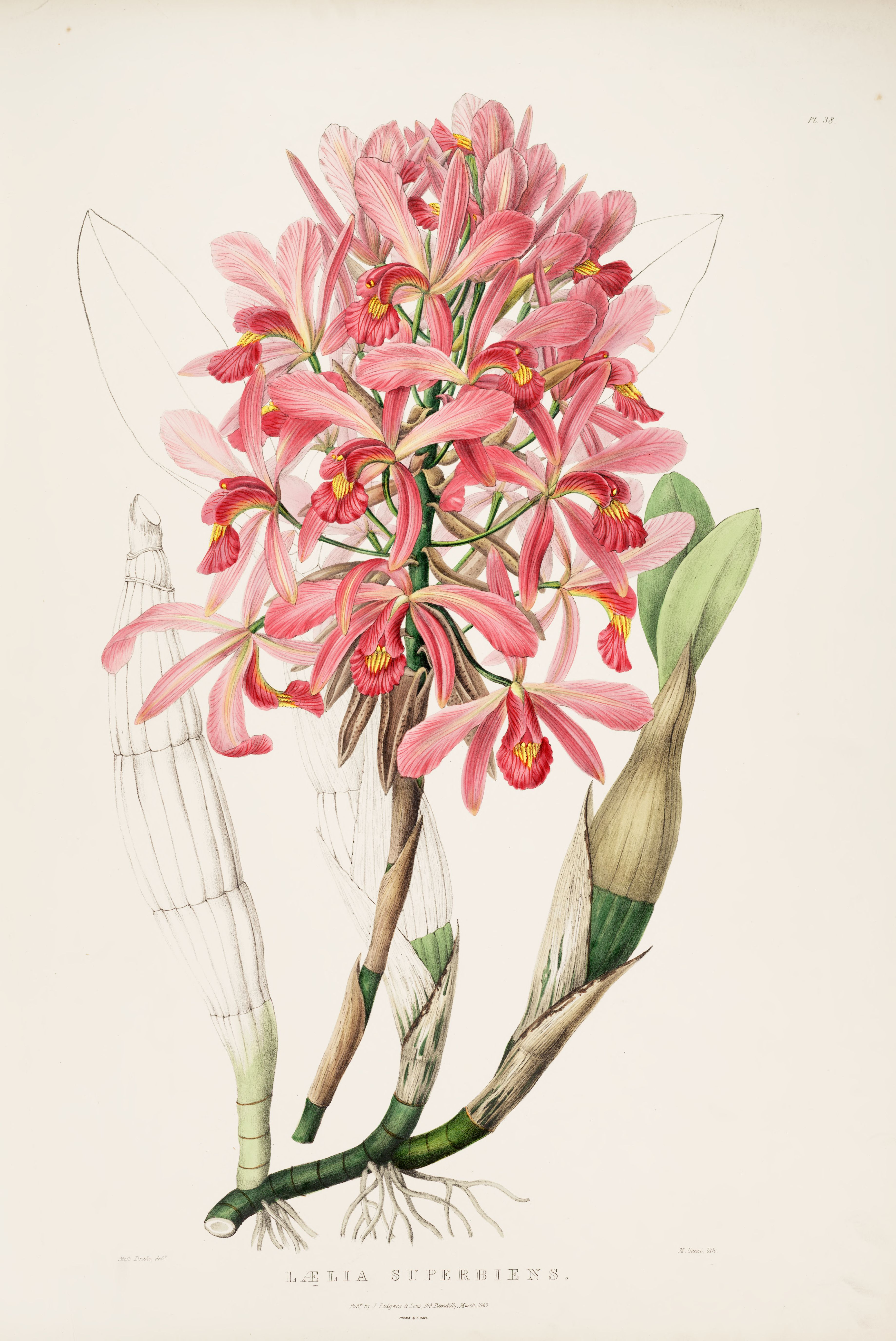
Laelia superbiens une orchidée sympodiale

La ramification sympodiale, appelée aussi ramification sympodique, se caractérise par la dégénérescence apicale d'un bourgeon obligeant la tige à croître en zigzag par le développement des bourgeons latéraux. Lorsqu'un seul rameau latéral poursuit sa croissance, on parle de monochasium ou de ramification sympodiale monochasiale (exemple de la tomate, la vigne). Lorsque deux rameaux poursuivent leur croissance, on parle de dichasium ou de ramification sympodiale dichasiale (exemple du lilas, du gui). À partir de trois rameaux ou plus, on parle de pleiochasium ou de ramification sympodiale pleiochasiale.
Les végétaux à croissance sympodiale ont un modèle spécialisé de croissance latérale dans laquelle le méristème apical est limité. Ce dernier peut être, soit utilisé pour créer une inflorescence ou une autre structure spécialisée, soit avorter. La croissance se poursuit alors par un méristème latéral, lequel répète à son tour le même processus. Le résultat est que la tige, qui semble être continue, résulte en fait de méristèmes multiples, contrairement aux plantes à tiges monopodiales provenant d'un seul méristème.
Un exemple est le genre Laelia, de la famille des Orchidaceae (voir illustration). Le méristème apical du rhizome forme une tige renflée ascendante appelé pseudobulbe et le méristème apical termine sa croissance sous forme d'une inflorescence terminale. La suite de la croissance se produit dans le rhizome, où un méristème latéral prend le relais pour former un autre pseudobulbe qui va répéter le même processus. Ce processus apparait clairement dans la forme du rhizome qui semble articulé, chaque segment étant le produit d'un méristème unique, mais la nature sympodiale d'une tige n'est pas toujours aussi évidente.

## Étymologie
Sympodial vient du préfixe « sym » (uni) et « podial » (pied), en référence au fait que les plantes sympodiales développent une succession de tiges unies entre elles.

## Autres dénominations
La croissance sympodiale est aussi appelée « déterminée » ou pachymorphe, de « pachy » épais et « morpho », forme, pour définir des rhizomes ayant des internoeuds épais (plus large que long) formant des touffes denses.

## Galerie

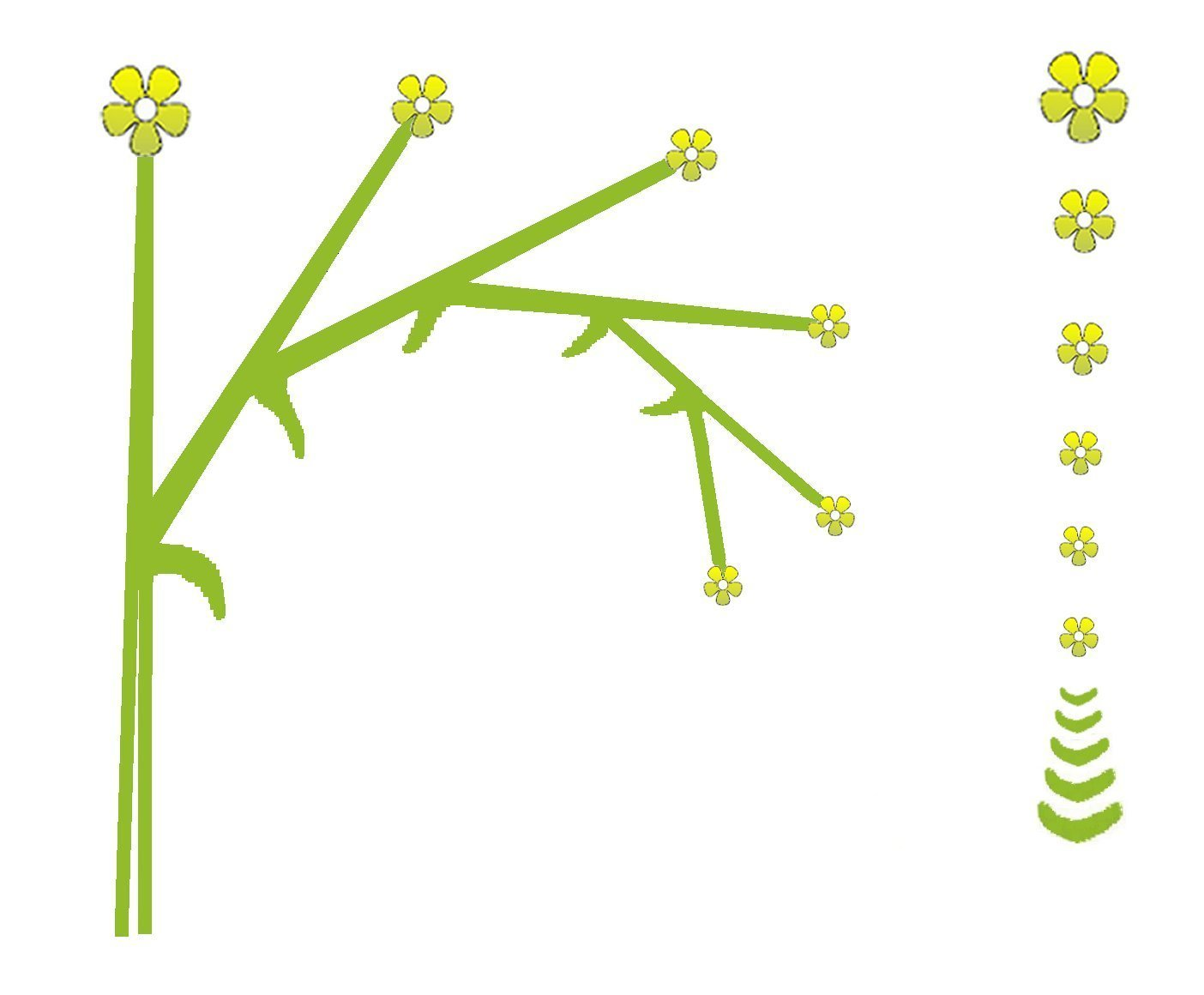
Cyme scorpioïde : inflorescence de type monochasium.
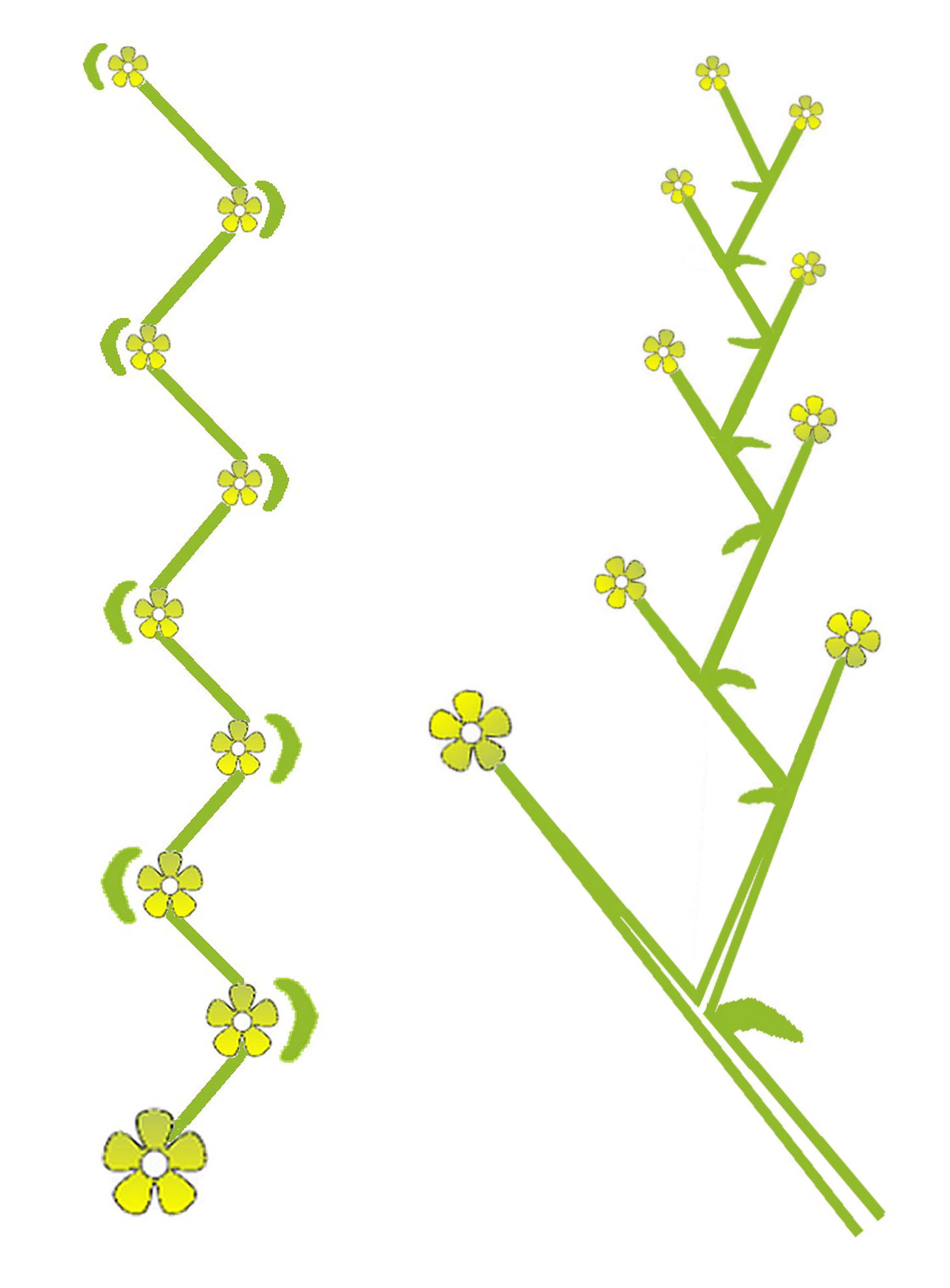
Cyme hélicoïde : inflorescence de type monochasium.
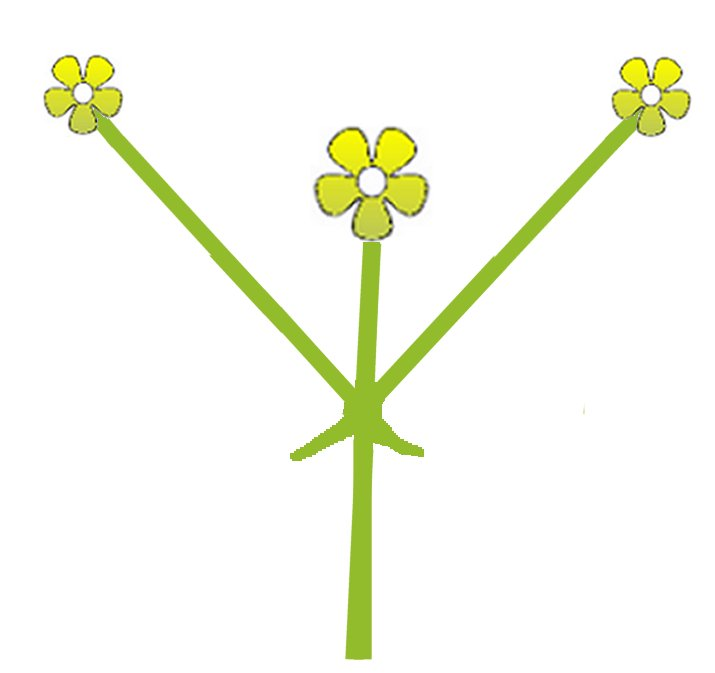
Cyme multipare : inflorescence de type pleiochasium.